# 長崎県道・佐賀県道107号稗木場有田線
長崎県道・佐賀県道107号稗木場有田線（ながさきけんどう・さがけんどう107ごう ひえこばありたせん）は、長崎県東彼杵郡波佐見町から佐賀県西松浦郡有田町に至る一般県道である。

## 概要
長崎県東彼杵郡波佐見町村木郷から佐賀県西松浦郡有田町戸杓丙に至る。
長崎県道・佐賀県道4号川棚有田線の有田 - 波佐見間とほぼ平行に通る県道であり、長崎県道・佐賀県道4号川棚有田線と比べて、起点、終点とも佐世保市三川内地区寄りにある。村木峠付近は道幅が狭いので運転の際は注意が必要。
なお、2014年（平成26年）に長崎県道・佐賀県道1号佐世保嬉野線バイパスの延伸により、本道に接続され、交通量が多くなった。

### 路線データ
- 起点：長崎県東彼杵郡波佐見町村木郷（長崎県道・佐賀県道1号佐世保嬉野線交点）
- 終点：佐賀県西松浦郡有田町戸杓丙（中部赤松原交差点、国道35号交点）

## 路線状況

### 道路施設

#### 橋梁
- 佐賀県
  - 田ノ平橋（戸杓川、西松浦郡有田町）
  - 向ノ原橋（向の原川、西松浦郡有田町）

## 地理

### 通過する自治体
- 長崎県
  - 東彼杵郡波佐見町
- 佐賀県
  - 西松浦郡有田町

### 交差する道路
| 交差する道路                      | 都道府県名 | 市町村名 | 市町村名 | 交差する場所 | 交差する場所            |
| --------------------------------- | ---------- | -------- | -------- | ------------ | ----------------------- |
| 長崎県道・佐賀県道1号佐世保嬉野線 | 長崎県     | 東彼杵郡 | 波佐見町 | 村木郷       | 起点                    |
| 国道35号                          | 佐賀県     | 西松浦郡 | 有田町   | 戸杓丙       | 中部赤松原交差点 / 終点 |

### 沿線
- 九州陶磁文化館

### 峠
- 長崎県
  - 村木峠（東彼杵郡波佐見町 - 佐賀県西松浦郡有田町）